# Gabriel Wallenius
Gabriel Wallenius, född den 19 juli 1648 i Västmanland, död den 17 maj 1690 i Åbo, var en svensk skriftställare, son till Andreas Wallenius (född 1615, lektor vid Västerås gymnasium, 1660 kyrkoherde i Mora församling, död 1663).
Wallenius studerade vid Uppsala universitet, prästvigdes 1673 i Västerås stift och begav sig därefter på biskop Johannes Gezelius den äldres uppmaning till Kungliga Akademien i Åbo, där han undervisade i språk och 1675 antogs till universitetsbibliotekarie. 
Sedermera råkade han i strid med biskopen, vars hemförhållanden han i en predikan 1678 angrep i förtäckta ordalag. Hans bemödanden att vinna befordran på prästbanan motarbetades av Gezelius, mot vars önskan han dock erhöll förordnande att jämte bibliotekariesysslan sköta slottspredikantbefattningen i Åbo. 
Han är författare till flera homiletiska och asketiska arbeten. Ett av honom författat Project af swensk grammatica (1682) är, om än ytligt och ofullständigt, värt att ihågkommas som ett av de tidigaste arbetena av detta slag.